# 海峡ダービー
海峡ダービー(かいきょうダービー)では日本プロサッカーリーグ（Jリーグ）に加盟するヴィッセル神戸と徳島ヴォルティスが対戦する試合について記載する。。

## 概要
2006年のJ2リーグ第5節、徳島ヴォルティス対ヴィッセル神戸戦で「海峡ダービー」の名がメディアに登場した。2006年以前に2つのクラブ間でこの名称が使われていたかどうかは定かではないが、両クラブ間の対戦はこの試合が初めてである。このダービーマッチの名称自体は、柳沢敦のACRメッシーナ在籍時（2004年から2006年）から登場している。ACRメッシーナとレッジーナ1914のデルビー・デッロ・ストレットは、海峡ダービーと訳された。
初のダービーは前年J1から降格した3連勝中の神戸が、この試合まで未勝利の徳島に3対0で敗れた。2006年は4度対戦し、神戸の3勝1敗だった。神戸のJ1昇格により、2007年以降に両クラブの対戦は無かったが、2013年、神戸のJ2降格によって久方ぶりに海峡ダービーのコピーが登場した。2013年のシーズンで両チームともJ1昇格を果たしたことにより、2014年はJ1でこの対戦が実現した。2021年には徳島の7年ぶりのJ1昇格により、再度J1の舞台で行われたが、神戸の1勝1分だった。徳島はまたしてもアウェイで勝てなかった。

## ホームスタジアム
| チーム名         | スタジアム名 （命名権名称）                                                           | 収容人員 | 画像     |
| ---------------- | ------------------------------------------------------------------------------------- | -------- | -------- |
| ヴィッセル神戸   | 御崎公園球技場 （ノエビアスタジアム神戸）                                             | 28,425人 | ノエスタ |
| 徳島ヴォルティス | 徳島県鳴門総合運動公園陸上競技場 （鳴門・大塚スポーツパークポカリスエットスタジアム） | 19,637人 | 鳴門大塚 |

## 対戦成績・日程
■ヴィッセル神戸：7勝2分1敗

■徳島ヴォルティス：1勝2分7敗
| 年                                                        | 月日     | 時期 | 時期   | 会場     | ホーム | 得点  | アウェイ | 観客数 |
| --------------------------------------------------------- | -------- | ---- | ------ | -------- | ------ | ----- | -------- | ------ |
| 2005年は、神戸がJ1、徳島がJ2所属のため開催なし。          |          |      |        |          |        |       |          |        |
| 2006年                                                    | 3月25日  | J2   | 第5節  | 鳴門陸   | 徳島   | 3 - 0 | 神戸     | 3,226  |
| 2006年                                                    | 5月20日  | J2   | 第17節 | 神戸ウイ | 神戸   | 3 - 0 | 徳島     | 5,467  |
| 2006年                                                    | 7月22日  | J2   | 第29節 | 鳴門陸   | 徳島   | 1 - 2 | 神戸     | 3,023  |
| 2006年                                                    | 9月26日  | J2   | 第40節 | 三木陸   | 神戸   | 4 - 1 | 徳島     | 4,814  |
| 2007年 - 2012年は、神戸がJ1、徳島がJ2所属のため開催なし。 |          |      |        |          |        |       |          |        |
| 2013年                                                    | 3月3日   | J2   | 第1節  | 鳴門大塚 | 徳島   | 0 - 1 | 神戸     | 7,917  |
| 2013年                                                    | 9月22日  | J2   | 第34節 | 神戸ユ   | 神戸   | 3 - 2 | 徳島     | 12,311 |
| 2014年                                                    | 4月12日  | J1   | 第7節  | ノエスタ | 神戸   | 3 - 0 | 徳島     | 13,408 |
| 2014年                                                    | 10月18日 | J1   | 第28節 | 鳴門大塚 | 徳島   | 2 - 2 | 神戸     | 6,678  |
| 2015年 - 2020年は、神戸がJ1、徳島がJ2所属のため開催なし。 |          |      |        |          |        |       |          |        |
| 2021年                                                    | 3月6日   | J1   | 第2節  | 鳴門大塚 | 徳島   | 1 - 1 | 神戸     | 7,454  |
| 2021年                                                    | 11月6日  | J1   | 第35節 | ノエスタ | 神戸   | 1 - 0 | 徳島     | 11,807 |
| 2022年 - は、神戸がJ1、徳島がJ2所属のため開催なし。       |          |      |        |          |        |       |          |        |